# 太陽 (博文館)
太陽は、博文館が、1895年（明治28年）1月から1928年（昭和3年）2月まで、計531冊発行した、日本初の総合雑誌。大正デモクラシーの世相に乗り遅れて、廃刊した。

## 歴史
日清戦争の勝利が決定的となった1894年12月、博文館は、「日本は世界の大国になったのだから、欧米諸国に負けない総合雑誌を」という趣旨の「太陽発刊の主意」を発表し、翌月『太陽』を創刊した。このとき同社は、既刊の『日本商業雑誌』『日本大家論集』『日本農業雑誌』『日本之法律』『婦女雑誌』を『太陽』誌に、『文芸共進会』『世界文庫』『明治文庫』『逸話文庫』『春夏秋冬』を『文芸倶楽部』誌に、『日本之少年』『幼年雑誌』『学生筆戦場』『少年文学』『幼年玉手箱』を『少年世界』誌に、それぞれ統合している。
編集人（編集主幹）は、年代順に次の通りである。
- 坪谷善四郎（水哉）：1895年1月 - 1897年5月
- 高山樗牛：1897年6月 - 1902年12月
- 鳥谷部銑太郎（春汀）：1903年1月 - 1909年1月
- 浮田和民：1909年2月 - 1917年6月
- 浅田彦一（江村）：1917年7月 - 1923年9月
- 長谷川誠也（天渓）：1923年10月 - 1927年3月
- 平林初之輔：1927年4月 - 1928年2月

月刊または半月刊。寸法は、四六倍判、または菊判、または菊倍判。本文約200ページのほか口絵・別冊もあった。初期の発行部数は、（博文館によれば）、10万部に近かった。
記事は、政治・経済・社会・軍事・歴史・工業・宗教・芸術・文学・家庭などにわたり、たとえば第1巻の執筆者は、学者の依田学海・加藤弘之・久米邦武・大内青巒・神田乃武・植村正久・石川千代松・三宅雪嶺・横井時敬・天野為之・志賀重昂・坪井正五郎・大西祝・鳥居竜蔵・姉崎正治、政治家の大鳥圭介・谷干城・金子堅太郎・末松謙澄・小村寿太郎・犬養毅・尾崎行雄・牧野伸顕・近衛篤麿、実業家の渋沢栄一・加藤木重教・巌本善治、作家の福地源一郎・饗庭篁村・戸川残花（戸川安宅）・大和田建樹・坪内逍遙・落合直文・森田思軒・幸田露伴・斎藤緑雨・川上眉山・大橋乙羽・巖谷小波・高山樗牛・樋口一葉・佐佐木信綱・島崎藤村・泉鏡花・与謝野鉄幹などと、多彩だった。
高山樗牛と長谷川天渓は、初期から多くの評論・時評を載せた。樗牛を大町桂月が継いだ。ほかに、加藤弘之の発言集『貧叟百話』（1896 - 1898）、鳥谷部春汀の『人物月旦』（1897 - 1909）、秋月天放の『牛門随筆』（1897 - 1923）、石黒忠悳の談話集『况翁閑話』（1898 - 1899）、上田敏の文芸評論『独語と対話』（1914 - 1915）、江見水蔭の回想記『自己中心明治文壇史』（1926 - 1927）などの評論があった。
1912年には、美濃部達吉と上杉慎吉との論戦も行われた。
久米桂一郎の『新印象派の影響』（1911）、小松耕輔の『欧米音楽界の現況』（1923）など、美術・音楽の紹介もした。
初出の文学作品には、時代順に次などがあった。
- 斎藤緑雨：『雨蛙』（1895.5）
- 樋口一葉：『ゆく雲』（1897.5）
- 泉鏡花：『海城発電』（1896.1）
- 斎藤緑雨：『おぼえ帳』（1897.4 - 12）
- 二葉亭四迷訳：ツルゲネフの『うき草』（1897.5）
- 広津柳浪：『畜生腹』（1897.10）
- 国木田独歩：『郊外』（1900.10）
- 泉鏡花：『鷺の灯』（1903.9）
- 正宗白鳥訳：チェーホフの『不運くらべ』（1904.6）
- 永井荷風：『酔美人』（1905.6）、『夜半の酒場』（1906.12）、『旧恨』（1907.1）、『春と秋』（1907.10）、（以上4篇『あめりか物語』に収録）
- 田山花袋：『少女病』（1907.5）
- 永井荷風：『カルチェー、ラタンの一夜』（1909.1）（『おもかげ』と改題し『ふらんす物語』に収録）
- 正宗白鳥：玉突屋（1908.4）
- 森鷗外訳：リルケの『家常茶飯』（1909.10）
- 久保田万太郎：『雪』（1912.5）
- 中村星湖：『女のなか』（1914.1）
- 森鴎外：『安井夫人』（1914.4）
- 木下杢太郎：『柏屋伝右衛門』（1914.4）
- 森鴎外：『栗山大膳』（1914.11）
- 正宗白鳥：『入江のほとり』（1915.4）
- 有島生馬：『暴君へ』（1916.1）
- 吉田絃二郎：『清作の妻』（1916.1）
- 有島武郎：『クララの出家』（1917.9）
- 宇野浩二：『或る法学士の話』（1920.12）
- 宮島資夫：『老火夫』（1921.4）
- 宮地嘉六：『工場主の娘』（1921.11）
- 宇野浩二：『子を貸し屋』（1923.3、4）
- 志賀直哉：『プラトニック・ラヴ』（1926.4）

1923年の関東大震災後、探偵小説の流行を追い、平林初之輔を編集人に立ててプロレタリア的評論・小説を載せたものの、世に後れ、廃刊した。

## ほかの『太陽』誌
- 朝日新聞社の『太陽』：1942年7月から1945年4月まで34冊。
- 太陽社の『太陽』：1946年1月から短期間。
- 筑摩書房の『太陽』：1957年10月から短期間。
- 平凡社の『太陽』：1963年6月から2000年12月まで482冊。
- 平凡社の『別冊太陽』：1972年11月から現在まで。